# Hyponerita ampla
Hyponerita ampla är en fjärilsart som beskrevs av Paul Dognin 1911. Hyponerita ampla ingår i släktet Hyponerita och familjen björnspinnare. Inga underarter finns listade i Catalogue of Life.